# Pterolophia shortlandensis
Pterolophia shortlandensis är en skalbaggsart som beskrevs av Stefan von Breuning 1973. Pterolophia shortlandensis ingår i släktet Pterolophia och familjen långhorningar. Inga underarter finns listade i Catalogue of Life.